# Bad Schachen
Bad Schachen (mundartlich: Schachə) ist ein Stadtteil der bayerisch-schwäbischen Großen Kreisstadt Lindau (Bodensee).

## Geografie
Schachen liegt direkt am Seeufer des Bodensees im Südwesten des festländischen Stadtgebiets von Lindau. Im Westen grenzt Schachen an den Stadtteil Degelstein, und im Norden an Bodolz. Im Osten und Nordosten liegen die Lindauer Stadtteile Aeschach (ebenfalls am Bodenseeufer) und Hoyren.

## Geschichte

### Bad
Der ehemalige Gemeindeteil Bad der Gemeinde Hoyren wurde erstmals im Jahr 1474 mit der Erlaubnis von Joh. Truchseß von Waldburg, ein Bad und Brunnen bei Lindau zu errichten, erwähnt. Der Ort wurde auch Zoppenbad genannt. Bad wurde am 1. Februar 1922 mit der Gemeinde Hoyren nach Lindau eingemeindet.

### Schachen

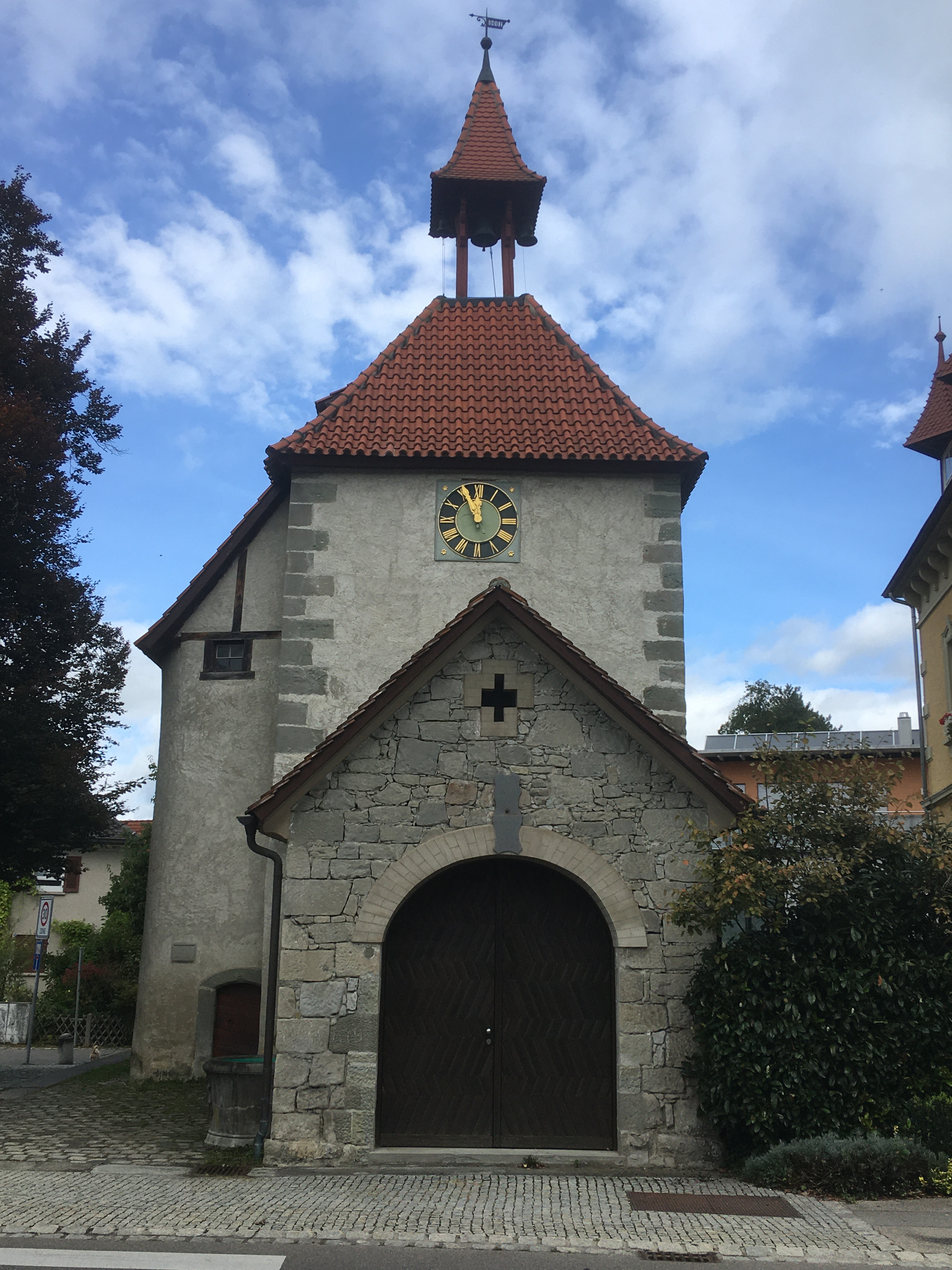
Leonhardskapelle

Der ehemalige Gemeindeteil von Hoyren Schachen wurde erstmals im Jahr 834 als Birscachin erwähnt. Der Ortsname aus dem Althochdeutschem deutet auf einen einzeln stehenden Birnbaum oder eine einzeln stehende Birke hin. Im Jahr 1480 wurde die Leonhardskapelle errichtet. Schachen wurde am 1. Februar 1922 mit der Gemeinde Hoyren nach Lindau eingemeindet.
Bereits im Jahr 1626 kam die heutige Ortsbezeichnung Bad Schachen auf.

## Sehenswürdigkeiten

### Baudenkmäler
Siehe: Liste der Baudenkmäler in Bad Schachen
In Schachen befinden sich am Uferstreifen einige bekannte Villen und Landhäuser.

### Hotel Bad Schachen
47° 33′ 28,2″ N, 9° 39′ 56,6″ O

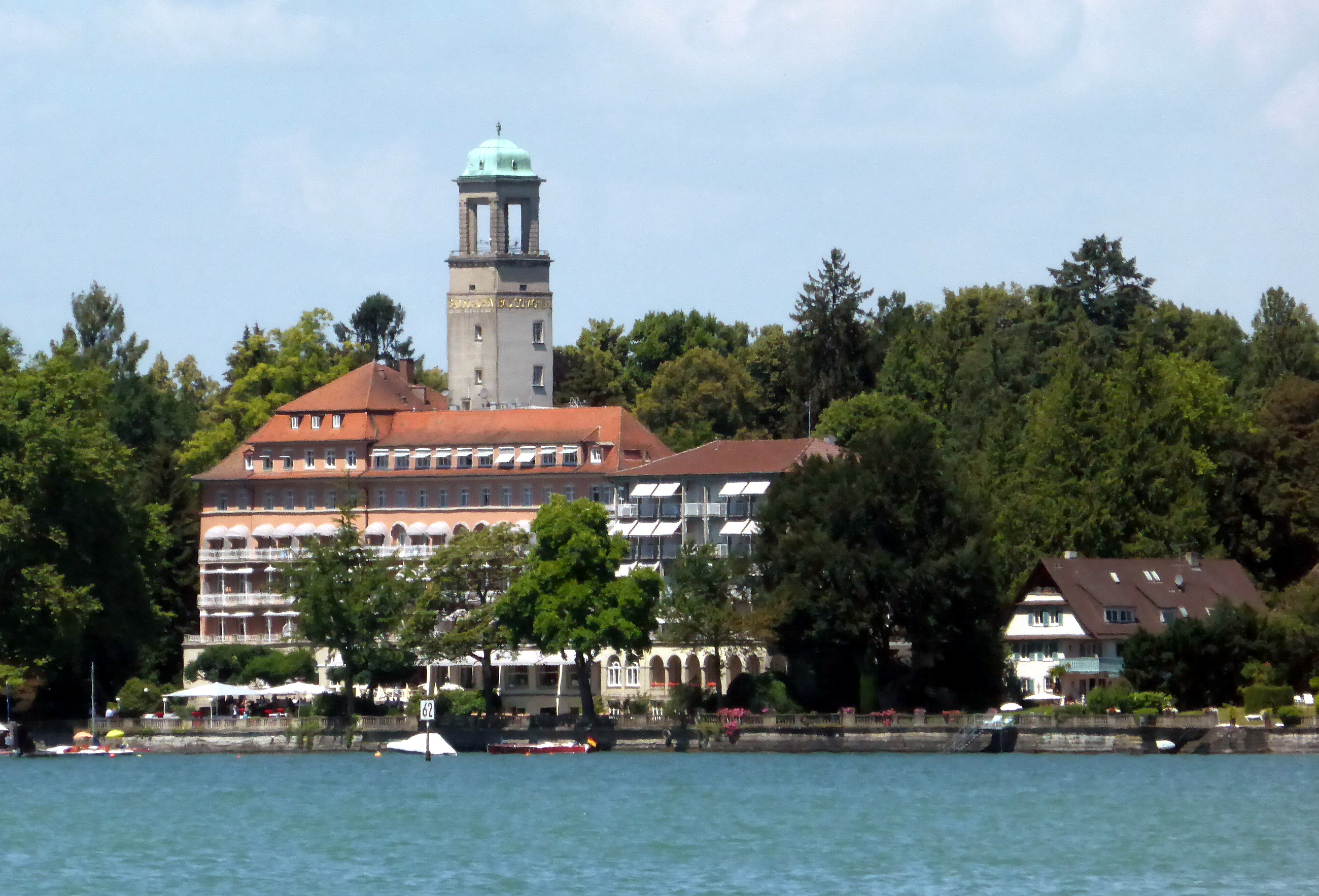
Hotel Bad Schachen

Mit der Entdeckung einer Eisen-Schwefelquelle im Jahr 1474 wurde hier nahe dem Seeufer ein kleines Heilbad errichtet und in den folgenden Jahrhunderten ständig erweitert. 1752 kam das Anwesen in den Besitz der Familie Schielin. Von 1853 an zog es mit der Eröffnung der Ludwig-Süd-Nord-Bahn viele Besucher an den Bodensee.
In den Jahren 1909 bis 1910 wurde ein Neubau von den beiden Jugendstil-Architekten Hermann Billing und Wilhelm Vittali aus Karlsruhe errichtet. 1922 bis 1931 wurde der Gebäudekomplex durch Max Littmann aus München erweitert und in diesem Zuge auch das Strandbad Bad Schachen anstelle eines zuvor in diesem Bereich stehenden hölzernen Badehauses errichtet.
1937 erfolgte eine erneute Erweiterung der Hotelanlagen, während des Zweiten Weltkriegs diente das Hotel als Erholungsheim der Luftwaffe und nach Kriegsende zunächst als Feriendomizil der französischen Besatzungstruppen, bis der Hotelbetrieb 1949 wieder normal aufgenommen werden konnte.
Das Hotel besitzt einen Landungssteg der Bodensee-Schifffahrt.

### Lindenhof-Villa, -Park und -Bad
47° 33′ 28,3″ N, 9° 39′ 39,4″ O
Lindenhofvilla

Familie Gruber auf der großen Freitreppe der Villa Lindenhof (im August 1881)

Diese herrschaftliche Villa wurde 1842 bis 1845 vom Münchner Architekten Franz Jakob Kreuter für den in Italien zu Vermögen gekommenen Lindauer Großkaufmann Friedrich Gruber (1805–1850) am Schachener Seeufer mit dem sie umgebenden Lindenhofpark errichtet und angelegt. Der Lindenhofpark ist allein von seiner Ausdehnung mit der Lindenallee an der Ufermauer die bedeutendste Parkanlage am Lindauer Villenufer.
Die aufwändig restaurierte Villa ist heute im Besitz der Stadt Lindau und wird unterschiedlich genutzt: neben privater Nutzung finden in den Salonräumen mehrmals im Jahr kulturelle Veranstaltungen statt, z. B. die „Lange Nacht der Literaten“ im Mai. Im Ostflügel beheimatet die Villa heute das Friedensmuseum Lindau (Friedensräume).
Lindenhofbad

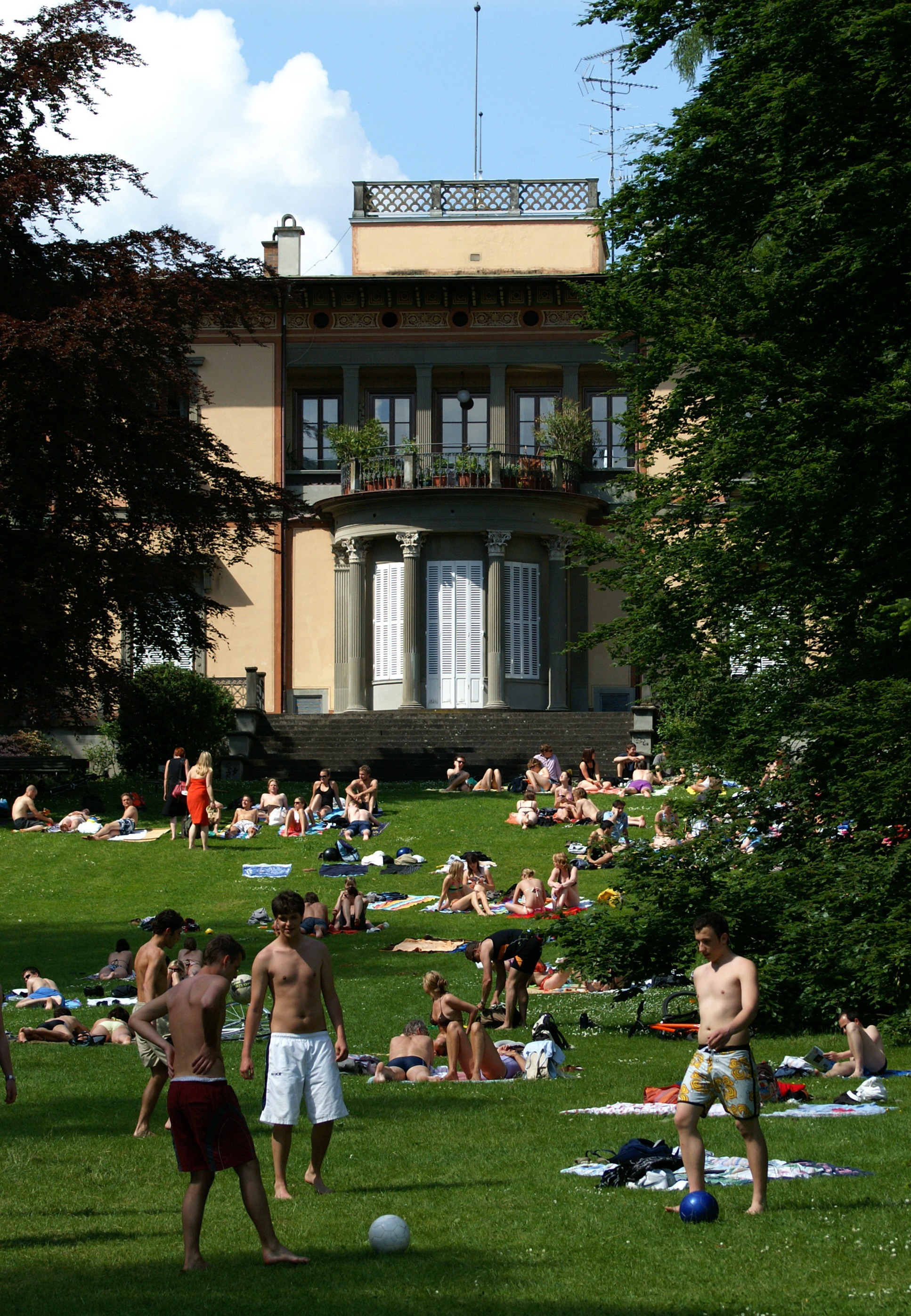
Lindenhofvilla im Lindenhofpark

Am Rande des Lindenhofparks liegt das Lindenhofbad am Ufer des Bodensees. Dieses Freibad wurde Ende der 1950er Jahre erbaut und besitzt ein zentrales Gebäude von hoher architektonischen Qualität. 2012 wurde es für die Öffentlichkeit zugänglich gemacht und ist seitdem kostenlos zu besuchen.
Lindenhofpark
Der Park bei der Lindenhofvilla ist frei zugänglich und im Sommer wird dort der Seezugang von Badegästen genutzt.

1332 wurde hier am Seeufer mit der Burg Degelstein ein zweigeschossiges Burghaus mit Satteldach erwähnt („Tegelstein“). 1839 erfolgte der Abbruch der Anlage und heute sind lediglich Mauerreste des Weiherschlösschens im Gebiet des Lindenhofparks erhalten.
Die folgenden Besitzer sind bekannt:
- Familie Haintzel (1332)
- Damenstift Lindau (1385)
- Kornelius von Kirchen (um 1592)
- Stadt Lindau (1621)
- Friedrich Gruber (1839)
- Stadt Lindau (1956)

### Villa Wacker
47° 33′ 25,6″ N, 9° 40′ 30,8″ O
Die schlossartige Villa Wacker wurde im späthistoristischen Stil 1900 bis 1902 mit Nürnberger Rotsandstein am Seeufer für den Unternehmer Alexander Wacker (* 1846; † 1922) errichtet. Das Grundstück wird durch die Schachener Straße geteilt und nördlich derselben befinden sich die Nebengebäude wie Stallungen und Kutscherhaus.
Im Inneren des Gebäudes wurden drei Jugendstil-Räume von Peter Behrens ausgestattet. 1909 brannten der Dachstuhl und die Obergeschosse der Villa aus und wurden wieder in ihrer ursprünglichen Form errichtet. 1938 verstarb Elisabeth Wacker und das Gebäude wurde nur noch zeitweise belebt, bis es am 12. Mai 1945 nach dem Zweiten Weltkrieg vom französischen General Jean de Lattre de Tassigny bezogen wurde.
In den 1950er Jahren wurde die Villa als Erholungsheim für Angestellte der Wacker Chemie und noch bis 1984 als Caritas-Heim genutzt.
1985 wurde das Gebäude renoviert, seit 1986 ist es im Besitz des Unternehmers Uwe Holy, des früheren Inhabers von Hugo Boss und Enkels des Firmengründers Hugo Ferdinand Boss.

### Schachen-Schlössle
47° 33′ 38,5″ N, 9° 40′ 2,6″ O
Das Schloss Schachen wurde Ende des 15. Jahrhunderts errichtet und diente damals der Sicherung der freien Reichsstadt Lindau. Seit 1950 beherbergte der sehr gut erhaltene Gebäudekomplex (Enzisweilerstraße 5) bis 2006 eine Gaststätte.

## Infrastruktur

### Verkehr
Bad Schachen ist im Nahverkehr durch den Stadtbus Lindau erschlossen. Daneben befindet sich im Bereich des Hotels Bad Schachen eine Anlegestelle, die von der Bodensee-Schifffahrt bedient wird.

## Persönlichkeiten
- Friedrich Gruber (1805–1850), Tuchhändler und Bankier
- August Gruber (1853–1938), Protozoologe, Ehrenbürger Lindaus
- Siegfried Kallenberg (1867–1944), Komponist
- Theophile von Bodisco (1873–1944), Schriftstellerin und Journalistin
- Botho von Gamp (1894–1977), Maler und Grafiker
- Toni Schneiders (1920–2006), Fotograf
- Franz Thorbecke (1922–2011), Fotograf